# Pristaulacus flavipennis
Pristaulacus flavipennis är en stekelart som först beskrevs av Cameron 1887.  Pristaulacus flavipennis ingår i släktet Pristaulacus och familjen vedlarvsteklar. Inga underarter finns listade i Catalogue of Life.